# Пфайфер, Антон
Антон Пфайфер (нем. Anton Pfeifer; род. 21 марта 1937, Филлинген-Швеннинген) — немецкий политик, член Христианско-демократического союза Германии (ХДС). С 1982 по 1991 год он был парламентским секретарем федерального министра образования и науки Германии, и с 1991 года по 1998 год — государственным министром при федеральном канцлере Федеративной Республики Германия.
После окончания гимназии имени Эберхарда Людвига в Штутгарте в 1956 году Пфайфер учился на юридическом факультете в Тюбингене и Бонне, который окончил, сдав в 1959 году сначала первый, а затем в 1963 году второй государственный экзамен. С 1956 года он являлся членом католического Братства студентов Академического союза Гюстфалиа в Тюбингене (Akademische Verbindung Guestfalia Tübingen), входящего в католическое объединение (Cartellverband). В 1964 году он поступил на государственную службу в земле Баден-Вюртемберг в качестве помощника судьи районного суда города Ройтлинген и, вскоре после этого, был прикомандирован к парламентской консультативной службе Ландтага Баден-Вюртемберг. С 1965 года по 1969 год он был личным помощником министра образования земли Баден-Вюртемберг.
В 1959 году Пфайфер вступил в ХДС. С 1967 год по 1972 год он был председателем Союза молодежи (Junge Union) Баден-Вюртемберга.
С 1969 года по 2002 год Пфайфер был членом Бундестага Германии, в котором с 1972 год по 1982 год он был председателем рабочей группы фракции ХДС / ХСС по образованию и исследованиям, а также членом её правления. Антон Пфайфер был напрямую избран депутатом Бундестага от избирательного округа Ройтлинген.
4 октября 1982 года, после избрания Гельмута Коля Федеральным канцлером, Пфайфер был назначен в федеральном правительстве на должность парламентского секретаря федерального министра образования и науки. После всеобщих выборов в 1987 году, он с 12 марта 1987 года занимал ту же должность при федеральном министре по делам молодежи, семьи, женщин и здоровью. После парламентских выборов в 1990 году, 24 января 1991 года он был назначен государственным секретарем при федеральном канцлере, а затем после выборов федерального правительства 26 октября 1998 года, подал в отставку.
Является почетным председателем попечительского совета Международной конфедерации (IB) во Франкфурте-на-Майне, заместителем председателя Фонда Конрада Аденауэра и Фонда «Дом истории Федеративной Республикой Германия».
Женат и имеет двоих детей.